# Водительский узел
Води́тельский у́зел (англ. Trucker’s hitch) — связывающий крепёжный узел. Используют для закрепления груза в кузове грузовика. Позволяет натянуть трос (утянуть тюки с грузом) без использования дополнительных механизмов (талей, блоков). Узел известен издавна, и был используемым возничими для закрепления поклажи при перевозке груза на запряжённых лошадьми повозках, отчего узел называли «возничим». Существуют много разновидностей водительского узла.

## Способ завязывания
Существуют несколько разновидностей узла, одной из которых является следующий способ завязывания:
1. Сделать колы́шку.
2. Сложить трос вдвое и вдеть в колышку.
3. Вдеть трос в крюк, который закреплён внизу.
4. Вдеть трос в петлю под колышкой.
5. Натянуть трос и зафиксировать натяжение.

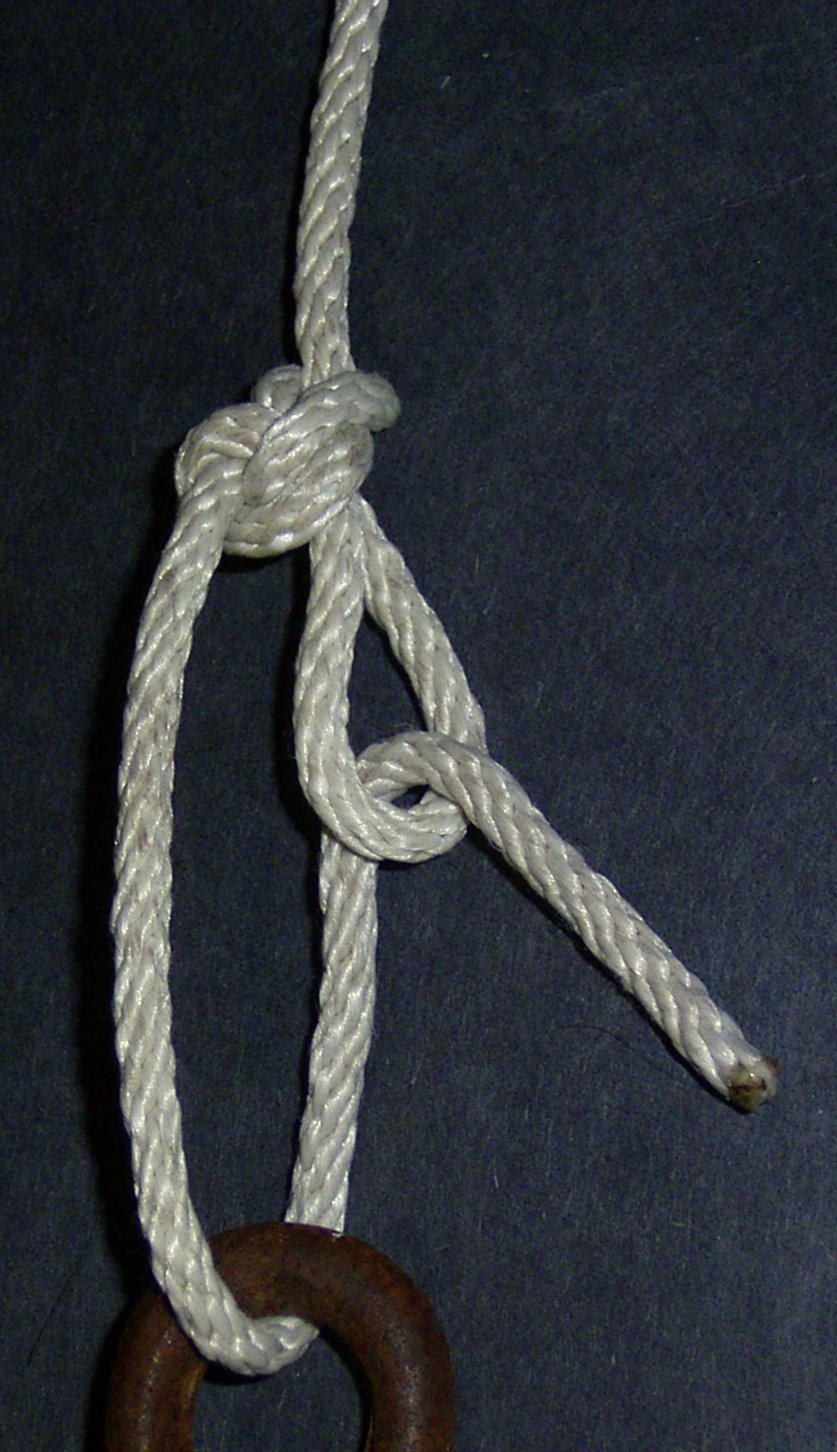
Один из видов водительского узла
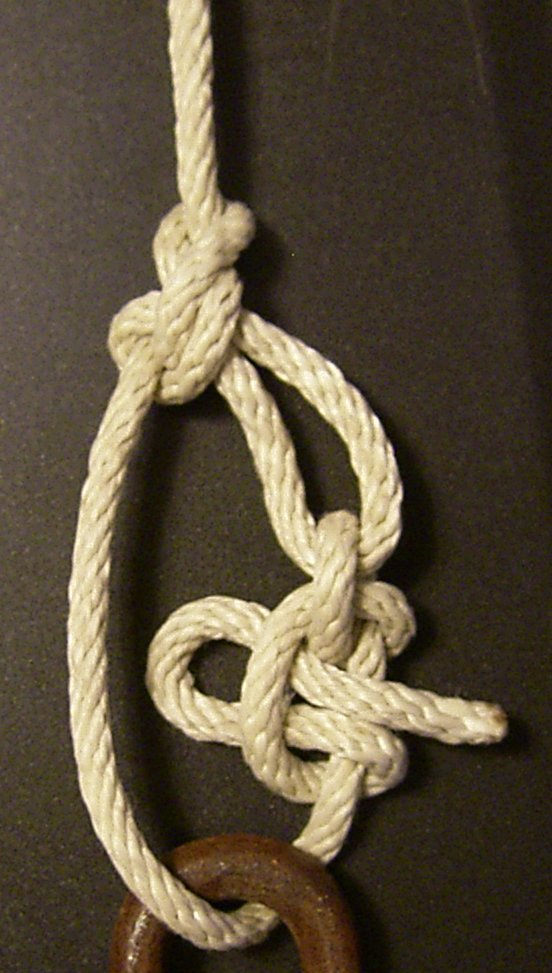
Крепление водительского узла
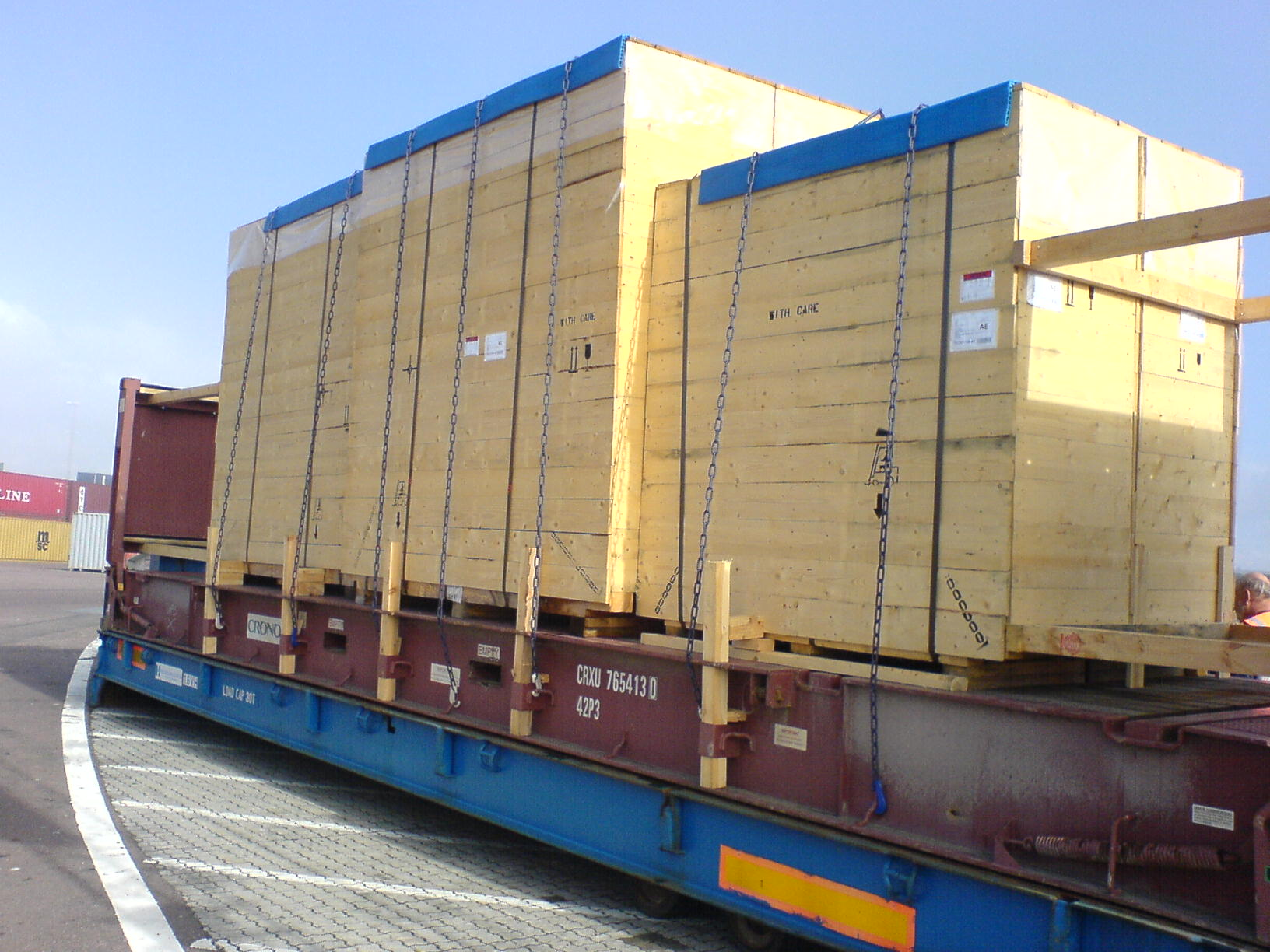
Современный способ крепления груза цепями

## Применение
В быту
- Крепление груза в кузове грузовика

В спортивном туризме
- В спортивном туризме — для натяжения троса тента (гамака) между деревьями